# Real Sociedad Económica de Amigos del País de Segovia
La Real Sociedad Económica de Amigos del País de Segovia fue una organización científica y cultura de la provincia de Segovia, fundada en el marco de la Ilustración española.

## Historia
Según el primer volumen de sus Actas y Memorias, la Real Sociedad Económica de Amigos del País de Segovia tuvo origen, como el resto de las sociedades económicas de amigos del país, tuvo su origen, en la obra Discurso sobre el fomento de la industria popular (impresa por orden de Carlos III en 1774) de Pedro Rodríguez de Campomanes. El Consejo de Castilla remitió esta obra a distintos magistrados y párrocos de Castilla, así como a los obispos. En el caso de Segovia era obispo Alonso Marcos de Llanes, quién siguió la iniciativa llevada a cabo por la Real Sociedad Económica Matritense. El 9 de julio de 1776, un grupo de ilustres segovianos pidió permiso al Consejo de Castilla para la formación de una Sociedad Económica. El grupo estaba compuesto de Melchor Fuertes de Lorenzana, deán y canónigo de la Catedral de Segovia; Antonio Joaquín Ron, canónigo de esa Iglesia; Manuel Antonio Campuzano y Peralta, IV conde de Mansilla; el teniente coronel Alfonso de Campuzano y Francisco Plácido de Velasco, abogado. El Consejo de Castilla accedió a esta petición, permitiendo que sus reuniones se realizasen en las casas consistoriales de la ciudad. Finalmente, este primer intento de formación de una sociedad económica de amigos del país cayó en el olvido.
Posteriormente, el industrial José Manuel Ramiro solicitó al Consejo el establecimiento de una sociedad económica, mandando este tribunal que el corregidor Francisco Vicente del Corral se informase al respecto. Finalmente, este último mandó que se hiciese sesión para elegir los primeros cargos en marzo de 1780 precisamente en las casas consistoriales. Fue elegido Director el conde de Baños, Antonio Joaquín Osorio Manrique de Zúñiga.
El 25 de julio de 1780 la comisión encargada de formar los estatutos de la nueva sociedad, basados en los de la de Madrid, los remitieron al Consejo de Castilla. Estos estatutos serían finalmente aprobados por Carlos III el 12 de diciembre de 1780 por real cédula firmada en Aranjuez.
La naciente sociedad había recibido la visita de Campomanes a una de sus juntas en octubre de 1780. El 16 de enero de 1781 comenzaron las junta semanales de la Sociedad.
En 1785 publicó su primer tomo de Actas y Memorias, impreso en Segovia en la de Antonio Espinosa.